# Physotarsus davidi
Physotarsus davidi là một loài tò vò trong họ Ichneumonidae.